# Philémon de Bagenrieux
Philémon Joseph Marie de Bagenrieux, ook De Bagenrieux de Lanquesaint (Bergen, 8 juni 1802 - Sint-Joost-ten-Node, 25 augustus 1870) was een Belgisch senator.

## Biografie

### Familie
Jonkheer Philémon de Bagenrieux was een zoon van Charles de Bagenrieux (1766-1837), gemeenteraadslid van Bergen, en Marie Durand (1773-1842). Hij trouwde in 1822 in Bergen met Adèle Dardenne (1799-1883). Zijn vader had een Nederlandse adelserkenning verkregen in 1823 en Philemon kreeg een baronstitel in 1839. Die titel was erfelijk bij eerstgeboorte in de mannelijke lijn, maar Philémon had slechts twee dochters, die echter wel prestigieus trouwden.
- Juliette de Bagenrieux (1825-1859), trouwde in 1846 in Sint-Joost-ten-Node met graaf Guillaume de Marchant et d'Ansembourg, heer van Ansembourg, (1809-1882). Ze waren de ouders van graaf Amaury de Marchant et d'Ansembourg.
- Zénobie de Bagenrieux (1826-1897), trouwde in 1847 in Sint-Joost-ten-Node met burggraaf Jules de Jonghe (1811-1857).

### Loopbaan
De Bagenrieux doorliep een militaire carrière in het Nederlandse 8e Regiment Huzaren. Hij was daarna ook nog pelotonscommandant bij de Jagers te Paard van de Burgerwacht in Bergen.
Hij was lid van de Belgische Heraldische Raad van 1853 tot 1856.
In 1849 werd hij liberaal senator voor het arrondissement Bergen en oefende dit mandaat uit tot in 1851. Hij was eveneens schepen van Bergen.